# 川崎孝
川崎 孝（かわさき たかし、1935年 - ）は、和歌山県和歌山市出身の元アマチュア野球選手・指導者である。ポジションは外野手。

## 来歴・人物
県立和歌山商業高校では主将を務めた。卒業後には関西学院大学に入学し、そこでも主将を務め、関西大学の村山実や立教大学の長嶋茂雄と対戦したことがあった。
大学卒業後は1958年に三菱重工業に入社する。1969年から三菱重工神戸の監督を務め、翌年の都市対抗野球では、チームを準優勝に導いた。
一旦、社業に戻った後に、1982年から1984年までに再び監督を務めた。
その後は、日本野球連盟の常任理事、センバツ高校野球の選考委員、兵庫県野球連盟会長等を歴任した。
またその一方で、日本放送協会で高校野球解説者を務めた。